# Rip Van Winkle (film fra 1903)
 For alternative betydninger, se Rip Van Winkle. (Se også artikler, som begynder med Rip Van Winkle)
Rip Van Winkle er en amerikansk stumfilm fra 1903 af William K.L. Dickson.